# Žalgiris B
Žalgiris B är ett reservlag i den litauiska fotbollsklubben Žalgiris från staden Vilnius i Litauen som spelar i Pirma lyga – den litauiska ligans andra nivå.

## Historia
Žalgiris grundades 1947. Reservlag ombildad 2012.
Större matcher kan spelas på LFF stadionas, medan vanliga ligamatcher ofta äger rum på den betydligt mindre Žemynos progimanzijos stadionas i Vilnius.

### Historiska namn
sedan 2012
- 2012 – Žalgiris-2 och Žalgiris-3
- 2014 – Žalgirietis
- 2015 – Žalgiris B

## Placering tidigare säsonger
2012 
Žalgiris-2 var i Liga i reservlag
Žalgiris-3 var i Antra lyga.
| Säsong | Nivå | Liga                    | Placering | Referens      | Notering                   |
| ------ | ---- | ----------------------- | --------- | ------------- | -------------------------- |
| 2012   | 3    | Antra lyga (Pietų zona) | 3         |               | Uppflyttad till Pirma lyga |
| 2012   | R    | Liga i reservlag        | 6         |               | Upplösta liga i reservlag  |
| 2013   | 2    | Pirma lyga              | 7         | [ 2 ]         |                            |
| 2014   | 2    | Pirma lyga              | 5         | [ 3 ]         |                            |
| 2015   | 2    | Pirma lyga              | 2         | [ 4 ]         |                            |
| 2016   | 2    | Pirma lyga              | 8         | [ 5 ]         |                            |
| 2017   | 2    | Pirma lyga              | 14        | [ 6 ]         |                            |
| 2018   | 2    | Pirma lyga              | 12        | [ 7 ]         |                            |
| 2019   | 2    | Pirma lyga              | 13        | [ 8 ] [ 9 ]   |                            |
| 2020   | 2    | Pirma lyga              | 9         | [ 10 ]        |                            |
| 2021   | 2    | Pirma lyga              | 5         | [ 11 ] [ 12 ] |                            |
| 2022   | 2    | Pirma lyga              | 9         | [ 13 ] [ 14 ] |                            |
| 2023   | 2    | Pirma lyga              | 15        | [ 15 ]        | Nedflyttad till Antra lyga |
| 2024   | 3    | Antra lyga              | 1         | [ 16 ]        | Uppflyttad till Pirma lyga |
| 2025   | 2    | Pirma lyga              |           | [ 17 ]        |                            |

## Trupp 2025
Uppdaterad: 13 maj 2025
| Nr | Land    | Pos | Namn                        |
| -- | ------- | --- | --------------------------- |
| 25 | Litauen | MV  | Dovydas Komža               |
| 34 | Litauen | MF  | Tomas Klaudijus Tamašauskas |
| 36 | Litauen | F   | Martynas Jokubauskas        |
| 37 | Litauen | F   | Artūras Lukša               |
| 38 | Litauen | F   | Patrick Jorgensen           |
| 40 | Litauen | MF  | Aivaras Masiulionis         |
| 41 | Litauen | MF  | Simonas Vasiljevas          |
| 50 | Litauen | F   | Arminas Čivilis             |
| 52 | Litauen | F   | Artūras Vilkancas           |
| 54 | Litauen | F   | Lukas Žukauskas             |

| Nr | Land    | Pos | Namn               |
| -- | ------- | --- | ------------------ |
| 60 | Litauen | A   | Gytis Makauskis    |
| 62 | Litauen | MF  | Adomas Ankudinovas |
| 64 | Litauen | A   | Gintautas Dikčius  |
| 70 | Litauen | A   | Deividas Reimaris  |
| 72 | Litauen | A   | Evaldas Pliavga    |
| 73 | Litauen | MF  | Deividas Linauskas |
| 83 | Litauen | MF  | Lukas Babachinas   |
| 85 | Litauen | F   | Edvinas Morinas    |
| 89 | Litauen | A   | Osvaldas Čipkus    |
| 95 | Litauen | MV  | Gaudentas Ralys    |

## Tränare
- Ivanas Švabovičius (2012–2015)
- Andrius Skerla (2016–2017)
- Vaidas Sabaliauskas (2017)
- Žydrūnas Grudzinskas (29 november 2017–17 oktober 2023)[18]